# Michel Gartner
Pour les articles homonymes, voir Gartner (homonymie).
Michel Gartner appelé aussi Arnold Gartner, né le 30 juillet 1919 à Lvov et mort le 30 novembre 1944 à Gaggenau, est un résistant français du réseau Alliance exécuté sommairement par les Allemands pendant la Seconde Guerre mondiale.

## Biographie
Michel, Arnold Gartner est électricien et chef d'atelier à Toulouse.
Pendant la Seconde Guerre mondiale, il adhère, sous le pseudonyme « Zèbre », au réseau Alliance dans le secteur de Toulouse. Il est agent de liaison et aide aux parachutages. Dans un premier temps, il est l'adjoint de Sigismond Damm, dont il est aussi le fils adoptif, puis du commissaire Jean Philippe (nom de code « Basset »).
Le 30 janvier 1943, il est arrêté par les Allemands, malgré la torture, il ne parle pas. Il n'est pas jugé, mais classé Nacht und Nebel (NN) et interné au camp de Gaggenau,.
Le 29 novembre 1944, il est informé qu'il quitte le camp le lendemain,.
Le 30 novembre, il est emmené avec son père adoptif Sigismond Damm et d'autres membres du réseau Alliance (Pierre Audevie, Joseph Bordes, Jean-Henri Durand, Robert Gontier, André Joriot, Martin Sabarots, André Soussotte) dans une forêt, près de Gaggenau où ils sont abattus sommairement,.
Après la guerre, grâce aux indications de l'abbé Hett qui fut leur compagnon de détention, leurs corps sont découverts dans un charnier sur le lieu de leur exécution. Le corps de Michel Gartner est exhumé et transféré à Strasbourg où il est identifié formellement. Il est inhumé au cimetière du camp de concentration de Natzweiler-Struthof,,,.

## Reconnaissance

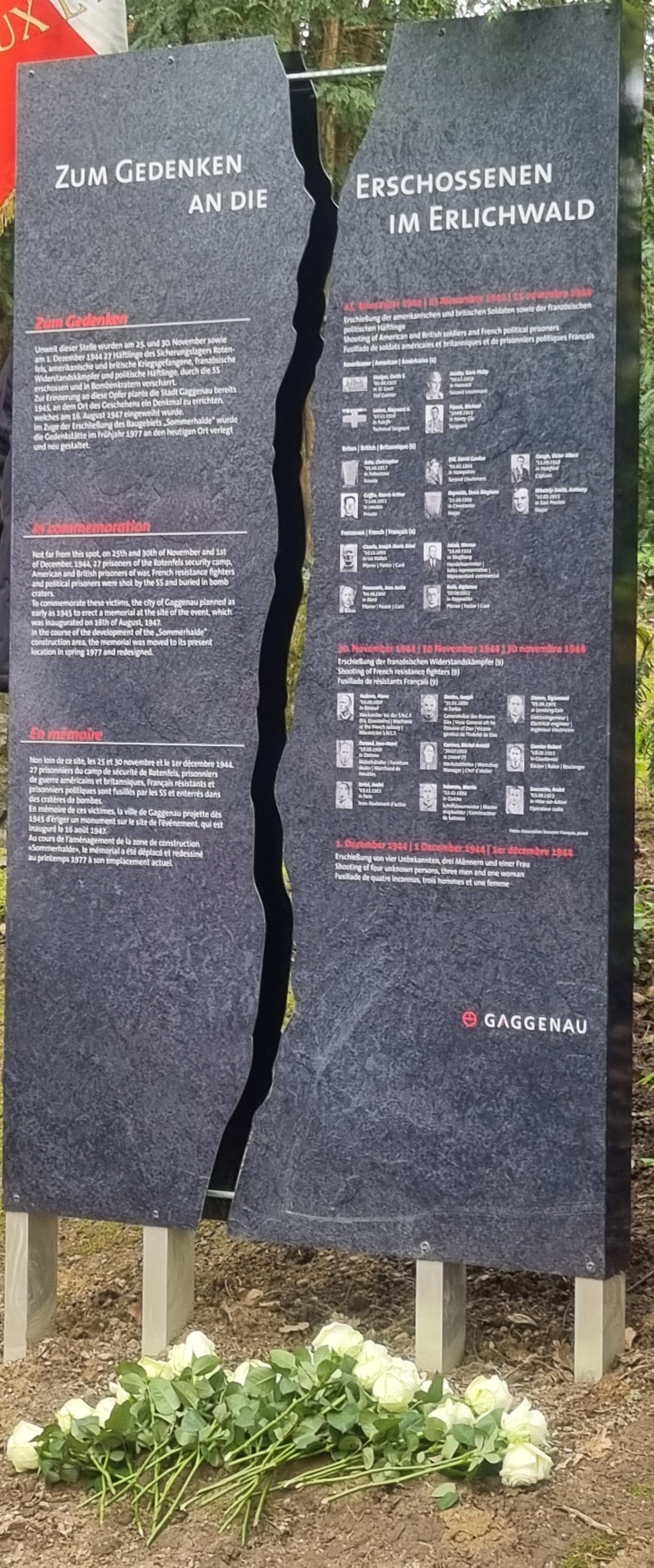
Stèle inaugurée le 30/04/2023 à Gaggenau.

- À Gaggenau, son nom et sa photos figurent sur la stèle commémorative inaugurée, le 30 avril 2023, par la municipalité.

## Distinctions
- Il est déclaré «  Mort pour la France  » et « Déporté résistant »[1],[6],[5].